# Utensilios de hierro fundido

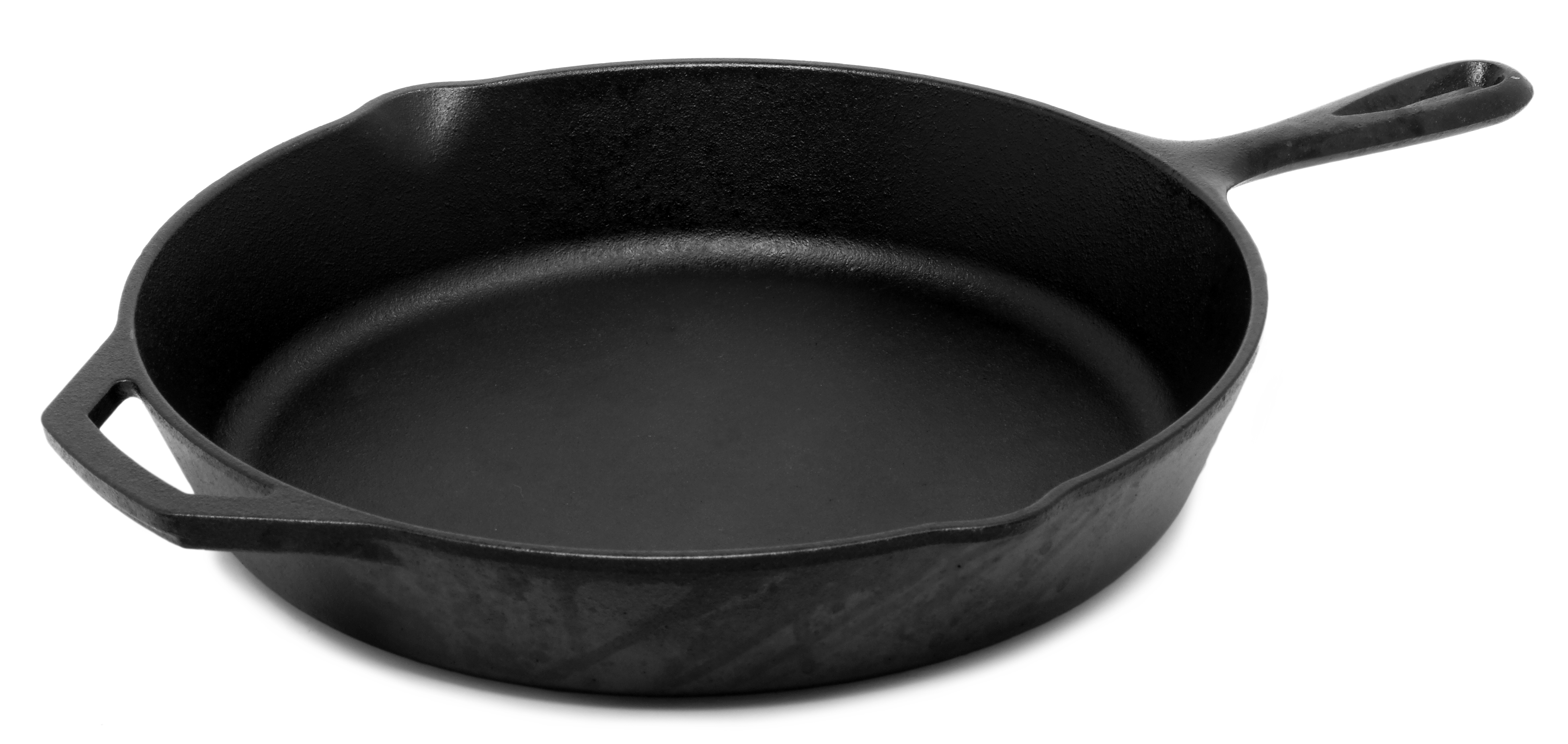
Una sartén de hierro fundido

Los utensilios de cocina de alta resistencia hechos de hierro fundido se valoran por su retención de calor, durabilidad, capacidad para usarse a temperaturas muy altas y cocción antiadherente cuando se tratan o "curan" adecuadamente. El curado también se usa para proteger el hierro fundido de la oxidación. Los utensilios de cocina de hierro fundido incluyen sartenes, hornos holandeses, planchas, planchas de gofres, parrillas flattop, prensas panini, creperas, freidoras, tetsubin, woks, potjies, y karahi.

## Historia

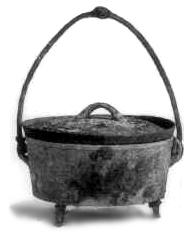
Un horno holandés de hierro fundido americano, 1896

En Asia, particularmente en China, India, Corea y Japón, existe una larga historia de cocinar con recipientes de hierro fundido. La primera mención de una tetera de hierro fundido en inglés apareció en el año 679 o 680 d. C., aunque este no fue el primer uso de recipientes de metal para cocinar. El término olla entró en uso en el 1180 d. C.. Ambos términos se refieren a un recipiente capaz de resistir el calor directo de un fuego. Los calderos y ollas de hierro fundido se valoraban como artículos de cocina por su durabilidad y su capacidad para retener el calor de manera uniforme, mejorando así la calidad de las comidas cocinadas.
En Europa y los Estados Unidos, antes de la introducción de la estufa de cocina a mediados del siglo XIX, las comidas se cocinaban en el hogar, y las ollas y sartenes para cocinar estaban diseñadas para usarse en el hogar o para ser suspendidas dentro de él. Las ollas de hierro fundido se hacían con asas para colgarlas sobre el fuego, o con patas para que pudieran pararse sobre las brasas. Además de los hornos holandeses de tres o cuatro pies, patentados por Abraham Darby en 1708 para producir, solía encontrarse una sartén de hierro fundido de uso común llamada araña que tenía un asa y tres patas. Estas patas le permitían mantenerse erguida sobre fogatas, así como en las brasas y cenizas de una chimenea.
Las ollas y sartenes para cocinar con fondo plano y sin patas empezaron a utilizarse cuando las estufas de cocina se hicieron populares a finales del siglo XIX.
Los utensilios de cocina de hierro fundido fueron especialmente populares entre las amas de casa durante la primera mitad del siglo XX. Era una batería de cocina barata pero duradera. La mayoría de los hogares estadounidenses tenían al menos una sartén de hierro fundido. Los fabricantes populares incluyeron Griswold, que comenzó la producción en 1865, Wagner Ware en 1881 y Blackrock Foundry en 1896. El siglo XX también vio la introducción y popularización de los utensilios de cocina de hierro fundido recubiertos de esmalte.
El hierro fundido cayó en desgracia en las décadas de 1960 y 1970, cuando se introdujeron los utensilios de cocina antiadherentes de aluminio recubiertos de teflón. La disminución en el uso diario de utensilios de cocina de hierro fundido contribuyó al cierre de casi todos los fabricantes de utensilios de cocina de hierro en los Estados Unidos en la década de 1920. 
Sin embargo, Las ollas y sartenes de hierro fundido de los siglos XIX y XX continúan siendo de uso diario hasta nuestros días. También son muy buscados por los coleccionistas y comerciantes de antigüedades. El hierro fundido también ha experimentado un resurgimiento de su popularidad en los mercados de especialidades. A través de programas de cocina, los chefs famosos han prestado una atención renovada a los métodos de cocina tradicionales, especialmente el uso de hierro fundido. En la década de 2010, las pequeñas empresas emergentes comenzaron a producir diseños de utensilios de cocina de hierro fundido para los mercados de cocina especializada.

## Superficie

### Hierro fundido desnudo
La mayoría de las ollas y sartenes de hierro fundido se fabrican como una sola pieza de metal, incluido el mango. Esto permite que se utilicen tanto en la estufa como en el horno. Muchas recetas requieren el uso de una sartén o una olla de hierro fundido, especialmente para que el plato pueda ser inicialmente chamuscado o frito en la estufa y luego transferido al horno, sartén y todo, para terminar de hornear. Del mismo modo, las sartenes de hierro fundido pueden funcionar como platos para hornear. Esto difiere de muchas otras ollas de cocción, que tienen diversos componentes que pueden dañarse por las temperaturas excesivas de 400 °F (204 °C) o más. 
El hierro fundido es un mal conductor de calor en comparación con el cobre y el aluminio, y esto puede resultar en un calentamiento desigual si una sartén de hierro fundido se calienta demasiado rápido o en un quemador de tamaño insuficiente. El hierro fundido tiene una mayor capacidad calorífica que el cobre pero una menor capacidad calorífica que el acero inoxidable o el aluminio. Sin embargo, el hierro fundido es más denso que el aluminio y almacena más calor por unidad de volumen. Además, las cacerolas de hierro fundido suelen ser más gruesas que las cacerolas de tamaño similar de otros materiales. La combinación de estos factores da como resultado que las ollas de hierro fundido sean capaces de almacenar más calor durante más tiempo que las ollas de cobre, aluminio o acero inoxidable. El calentamiento lento sobre un quemador de tamaño adecuado (o en un horno) puede conducir a una distribución de temperatura más uniforme. Debido a la masa térmica de los utensilios de hierro fundido, especialmente las ollas y sartenes resistentes, pueden retener el calor durante mucho tiempo y continuar cocinando los alimentos después de que se haya quitado la fuente de calor.

### Hierro fundido esmaltado

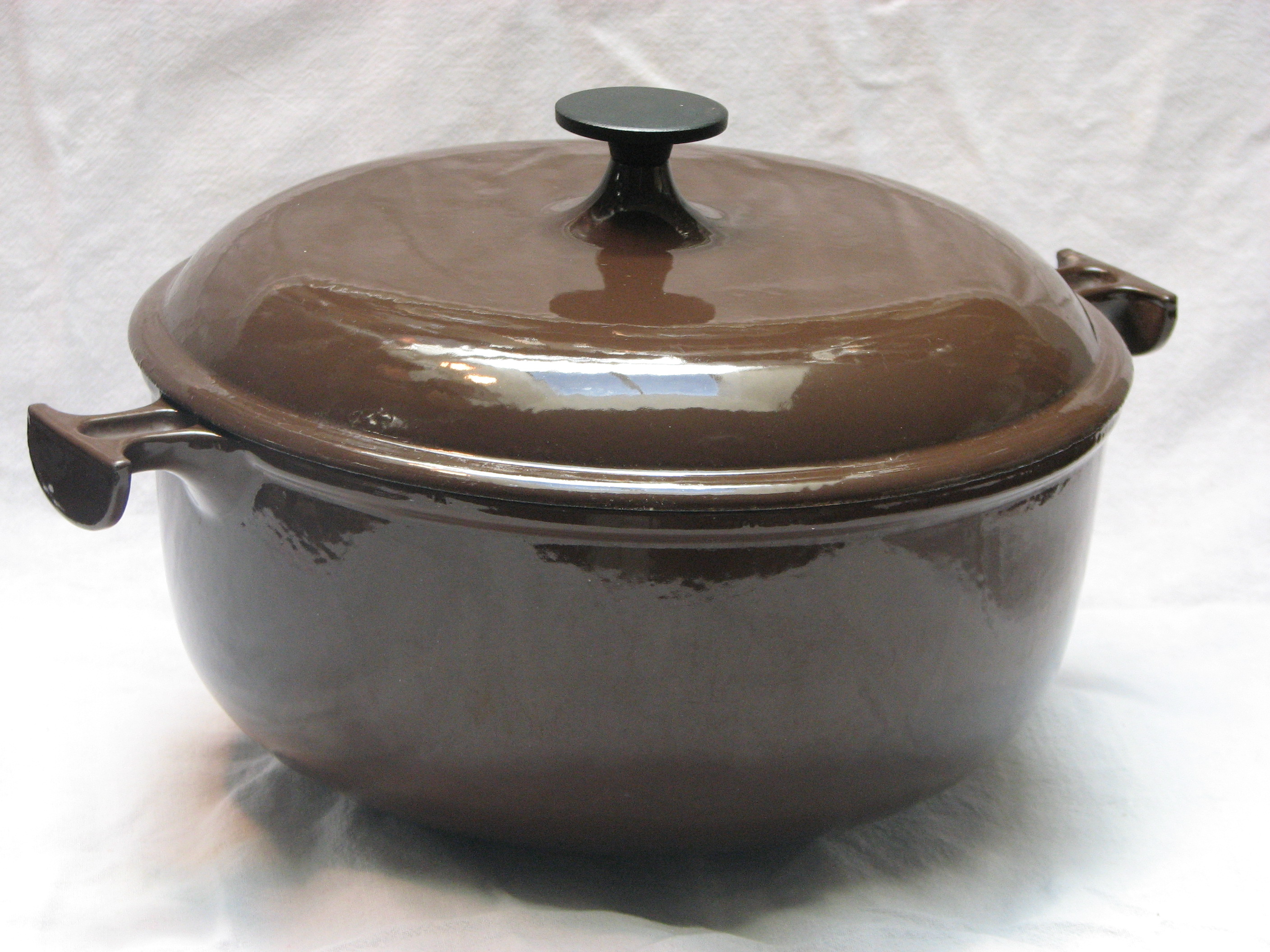
Una olla de hierro fundido esmaltado

El hierro fundido esmaltado es hierro fundido que tiene un esmalte de esmalte vítreo aplicado a la superficie. La fusión del esmalte con el hierro fundido evita la oxidación, elimina la necesidad de curar el metal y permite una limpieza más profunda. El hierro fundido esmaltado es excelente para cocinar lentamente y extraer el sabor de los alimentos. Además, los pigmentos utilizados en el proceso de esmaltado pueden producir colores vibrantes. 

Si bien el hierro fundido recubierto de esmalte no tiene los problemas de secado y limpieza del hierro fundido desnudo, un estilo similar de hierro fundido recubierto de esmalte puede costar tres o cuatro veces su contraparte de hierro fundido desnudo. Para aquellos que buscan reducir el hierro en su dieta, el hierro fundido esmaltado limita la filtración del hierro de la dieta en los alimentos. Sin embargo, algunos de los beneficios del hierro fundido desnudo, como la capacidad de soportar el calor abrasador y resistir la adherencia, se pierden con el esmaltado. Además, el revestimiento de esmalte puede desconcharse si la sartén se cae, se sobrecalienta o si se agrega agua fría a una olla caliente. 

### Curado
Una sartén curada tiene un revestimiento resistente a las adherencias creado por aceites y grasas polimerizados. El condimento es un proceso mediante el cual se aplica una capa de grasa animal o aceite vegetal y se cuece sobre utensilios de cocina de hierro fundido o acero al carbono. Por lo general, los utensilios de cocina de hierro fundido pre-curados (con un  recubrimiento aplicado por el fabricante) se les retira el recubrimiento y son vueltos a curar por el usuario. Un recubrimiento de hierro fundido adecuado protege los utensilios de cocina de la oxidación, proporciona una superficie antiadherente para cocinar y reduce la interacción de los alimentos con el hierro de la sartén.
Las sartenes de hierro fundido con revestimiento de esmalte no necesitan curado ya que el revestimiento de esmalte evita la oxidación en la mayoría de los casos.
Una sartén curada no debe colocarse en un lavavajillas convencional. Si bien algunos escritores de alimentos desaconsejan todo uso de detergente para sartenes sazonados, las pruebas realizadas por America's Test Kitchen encontraron que pequeñas cantidades de jabón no dañan el curado. La exposición a alimentos ácidos, como los tomates, daña el curado y es posible que sea necesario volver a curar los utensilios de cocina con el tiempo. Aunque algunos escritores recomiendan evitar por completo cocinar alimentos ácidos en sartenes sazonadas, America's Test Kitchen descubrió que cocinar alimentos ácidos durante períodos cortos de tiempo no tuvo un efecto notable. 

## Limpieza
Debido a que otras técnicas de limpieza de utensilios de cocina, como fregar o lavar en un lavavajillas, pueden eliminar o dañar el recubrimiento en una sartén de hierro fundido sin revestimiento, estas sartenes no deben limpiarse como la mayoría de los demás utensilios de cocina. Algunos chefs abogan simplemente por limpiarlos después de usarlos o lavarlos con agua caliente y un cepillo rígido. Otros abogan por lavarse con agua y jabón suave y luego volver a aplicar una fina capa de grasa o aceite. Un tercer método consiste en restregar con sal gruesa y una toalla de papel o un trapo limpio.

## Efectos en la salud
Un estudio de la Asociación Dietética Estadounidense encontró que los utensilios de cocina de hierro fundido pueden filtrar cantidades significativas de hierro dietético en los alimentos. Las cantidades de hierro absorbidas variaron mucho según el alimento, su acidez, su contenido de agua, cuánto tiempo estuvo cocido y qué edad tienen los utensilios de cocina. El hierro en la salsa de espagueti aumentó un 845 por ciento (de 0.61 mg / 100g hasta 5,77 mg / 100g), mientras que otros alimentos aumentaron menos drásticamente; por ejemplo, el hierro en el pan de maíz aumentó un 28 por ciento, de 0,67 a 0,86 mg / 100g. Los anémicos y aquellos con deficiencias de hierro pueden beneficiarse de este efecto, que fue la base para el desarrollo del lingote de hierro que se utiliza durante la cocción para proporcionar hierro en la dieta a las personas con deficiencia de hierro. Las personas con hemocromatosis (sobrecarga de hierro, enfermedad del bronce) deben evitar el uso de utensilios de cocina de hierro fundido debido al efecto de lixiviación del hierro en los alimentos.